# The Hardy Boys (série télévisée, 1956)
Pour les articles homonymes, voir The Hardy Boys.
The Hardy Boys est une série télévisée américaine en 19 épisodes de 11 minutes, en noir et blanc, créée d'après la série Les Frères Hardy créée par Edward Stratemeyer et diffusée sur ABC dans l'émission The Mickey Mouse Club.
Elle se découpe en deux séries, la première intitulée The Mystery of the Applegate Treasure compte 19 épisodes et a été diffusée du 2 octobre au 26 octobre 1956. Afin de satisfaire le public de l'émission Disney, les personnages ont été interprétés par des acteurs plus jeunes, leur donnant 11 ou 12 ans. Le scénario est inspiré du premier tome des Hardy Boys, Le Trésor de la tour et chaque épisode dure 15 minutes pour un coût de production de 5 700 $. La seconde série intitulée The Mystery of the Ghost Farm compte 15 épisodes et a été diffusée en 1957 d'après des histoires originales de Jackson Gillis.
Cette série est inédite dans les pays francophones.

## Synopsis
Cette série met en scène l'amitié de deux jeunes garçons qui résolvent des enquêtes.

## Distribution
- Tim Considine : Frank Hardy
- Tommy Kirk : Joe Hardy

### Première saison
- Florenz Ames : Mr. Applegate (16 épisodes)
- Russ Conway : Fenton Hardy (15 épisodes)
- Sarah Selby : Aunt Gertrude (15 épisodes)
- Robert Foulk : Jackley (15 épisodes)
- Carole Ann Campbell : Iola Morton (14 épisodes)
- Donald MacDonald : Perry Robinson (10 épisodes)
- Arthur Shields : Boles (9 épisodes)
- Charles Cane : Sergeant (6 épisodes)
- Frances Morris : Landlady (5 épisodes)
- Brick Sullivan : Policeman (5 épisodes)
- Mort Mills : Policeman (3 épisodes)
- Don C. Harvey : Policeman (2 épisodes)

### Seconde saison
- Carole Ann Campbell : Iola Morton
- Sarah Selby : Aunt Gertrude
- Russ Conway : Fenton Hardy
- Bob Amsberry : Farmer
- John Baer : Eric
- Yvonne Fedderson : Gloria Binks
- John Harmon : Bray

## Fiche technique

### Première saison
- Réalisateur : Charles F. Haas assisté de Robert G. Shannon
- Scénario : Jackson Gillis d'après Edward Stratemeyer
- Musique originale : William Lava
- Photographie : Gordon Avil, Walter Castle
- Montage : Joseph Dietrick, George Jay Nicholson, Al Teeter
- Direction artistique : Bruce Bushman, Marvin Aubrey Davis
- Décorateur de plateau : Fred M. MacLean
- Costumes : Chuck Keehne (conception), Carl Walker (garde robe)
- Maquillage : David Newell
- Coiffure : Lois Murray
- Son : Robert O. Cook (supervision), Dean Thomas (mixage)
- Effets Visuels : Ub Iwerks
- Producteur : Bill Walsh, Lou Debney (assistant production
- Directeur de production : Russ Haverick

### Seconde saison
- Réalisateur : R.G. Springsteen
- Producteur : Bill Walsh